# كورت شولتز (لاعب كرة قدم أمريكية)
كورت شولتز (بالإنجليزية: Kurt Schulz)‏ هو لاعب كرة قدم أمريكية أمريكي، ولد في 12 ديسمبر 1968 في وينتاتشي في الولايات المتحدة.